# Ŋ́
Cette page contient des caractères spéciaux ou non latins. S’ils s’affichent mal (▯, ?, etc.), consultez la page d’aide Unicode.
L’eng accent aigu (majuscule : Ŋ́, minuscule : ŋ́) est une lettre supplémentaire de l'alphabet latin utilisée dans l’écriture de l’akaselem, du ngomba et du goo. Elle est composée d’un eng ‹ ŋ › diacrité d’un accent aigu.

## Représentations informatiques
L’eng accent aigu peut être représenté avec les caractères Unicode suivants, :
| formes    | représentations | chaînes de caractères | points de code | descriptions                                        |
| --------- | --------------- | --------------------- | -------------- | --------------------------------------------------- |
| capitale  | Ŋ́               | Ŋ◌́                    | U+014A U+0301  | lettre majuscule latine eng diacritique accent aigu |
| minuscule | ŋ́               | ŋ◌́                    | U+014B U+0301  | lettre minuscule latine eng diacritique accent aigu |